# TAV Airports Holding
TAV Airports Holding (TAV Havalimanlari Holding A.Ş.) mit Sitz in Istanbul ist ein börsennotierter türkischer Flughafenbetreiber, der ursprünglich als Tepe Akfen Ventures (TAV) als ein Joint Venture der Tepe Construction (Tepe İnşaat Sanayi A.S.) und der Akfen Construction (Akfen İnşaat Turizm ve Ticaret A.S.) zum Bau des Flughafens Istanbul-Atatürk entstanden war. 2010 wurden insgesamt 10 Flughäfen in der Türkei, Tunesien, Georgien und Mazedonien mit einem Gesamtpassagieraufkommen von 47,6 Mio. betrieben.

## Geschichte
Im Jahre 1997 bekamen die beiden Baukonzerne Tepe Construction und Akfen Construction den Zuschlag für Ausbau und Modernisierung des Flughafens Istanbul-Atatürk und gründeten zu diesem Zweck das Unternehmen als ein Joint Venture. Nach Fertigstellung des Flughafens wurde der Bereich Bau 2003 in die TAV Construction durch ein Spin-off ausgegliedert. TAV Airports Holding ist seit 2007 an der Börse Istanbul notiert; die beiden ursprünglichen Gründer, Tepe und Akfen, waren zunächst mit jeweils 26 % weiterhin Hauptaktionäre des Unternehmens; Sera Construction, ein Bauunternehmen hielt weitere 4 % des Kapitals.
Am 12. März 2012 wurde bekannt, dass der französische Flughafenbetreiber ADP insgesamt 38 % des Unternehmens für US$ 874 Mio. übernommen hat (mit einer Bewertung des Unternehmens von US$ 2,3 Mrd.); gleichzeitig übernimmt ADP 49 % von TAV Construction. Die bisherigen Mehrheitseigner (Tepe, Akfen und Sera) bleiben mit insgesamt 18 % bei TAV Airports und 51 % bei TAV Construction beteiligt.

## Flughäfen
- Flughafen Ankara in Ankara
- Flughafen İzmir in İzmir
- Flughafen Gazipaşa bei Alanya
- Flughafen Bodrum-Milas bei Bodrum
- Flughafen Tiflis in Tiflis/Georgien
- Flughafen Batumi in Batumi/Georgien
- Flughafen Skopje in Skopje/Nordmazedonien
- Flughafen Ohrid in Ohrid/Nordmazedonien
- Flughafen Enfidha in Enfidha/Tunesien
- Flughafen Monastir in Monastir/Tunesien
- Flughafen Medina in Medina/Saudi-Arabien
- Flughafen Riga in Riga/Lettland
- Flughafen Almaty in Almaty/Kasachstan

Ehemals betriebene Flughafen:
- Flughafen Istanbul-Atatürk in Istanbul (2019 geschlossen)

## Beteiligungen
TAV betreibt über Töchter eine Reihe von flughafenbezogenen Dienstleistungen wie Duty-free-Verkauf, Catering, Bodenabfertigung (ground handling), IT und Sicherheit. Wichtige Beteiligungen sind u. a.:
- BTA Catering: Mitte 1999 wurde BTA Catering als Joint Venture von Bilintur und Tepe und Akfen für das Catering am Flughafen Istanbul-Atatürk gegründet.
- Havaş: Die Havaalanları Yer Hizmetleri A.Ş (Havaş) übernimmt das Ground Handling an Flughäfen. Im Juli 2005 hat TAV Airport Holding einen Anteil von 60 Prozent an Havaş übernommen; 40 Prozent werden von Swissport gehalten.